# Asociación Watauga

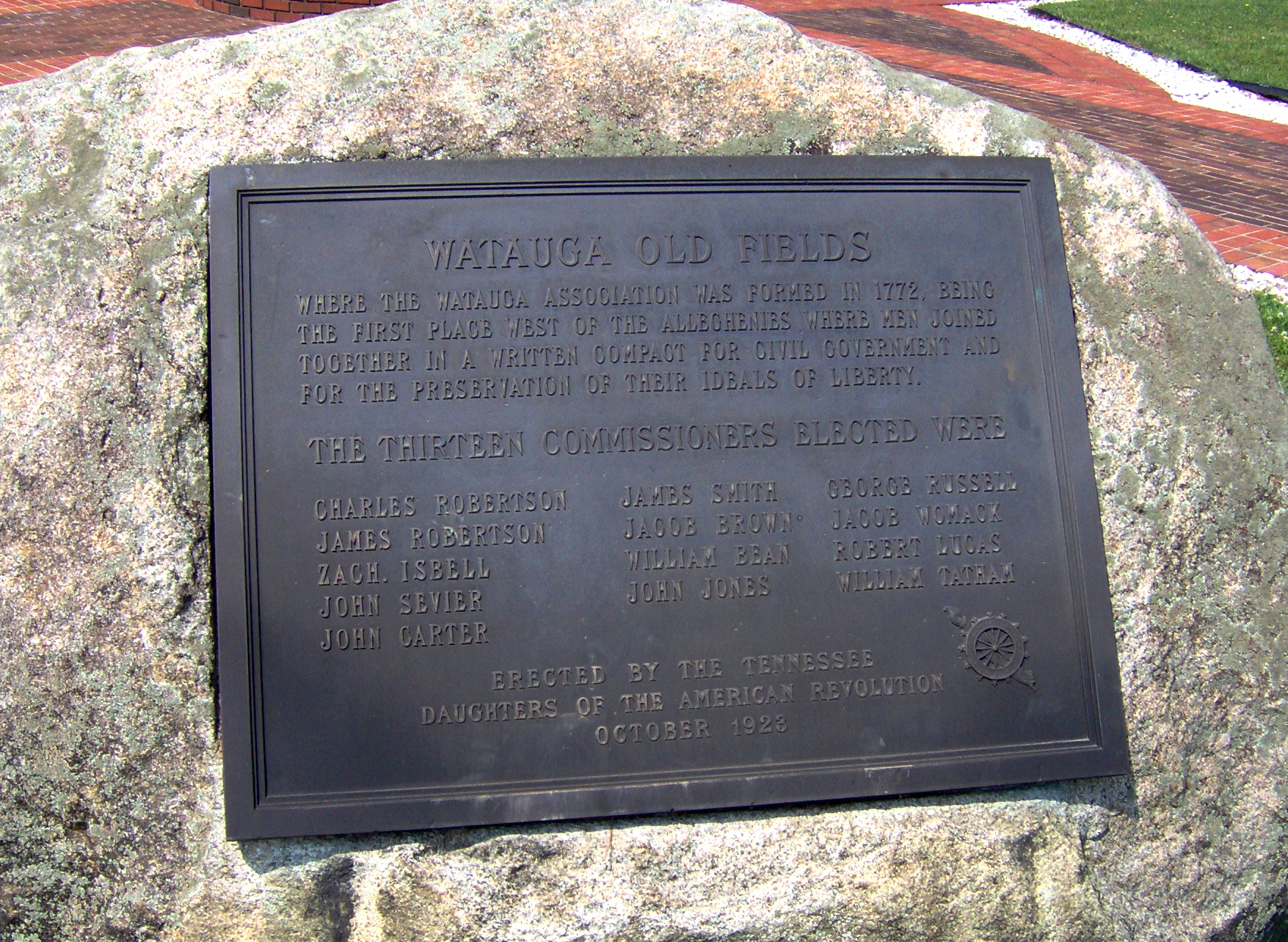
Monumento de las DAR recordando la creación de la Asociación Watauga.

La Asociación Watauga (algunas veces citada como la República de Watauga) fue un gobierno semiautónomo creado en 1772 por los colonos de la frontera que vivían a lo largo del río Watauga en lo que hoy es Elizabethton, Tennessee. Aunque tan solo duró unos cuantos años, la Asociación Watauga dio una base para el posterior desarrollo del estado de Tennessee e influyó en otros gobiernos fronterizos del oeste de los Estados Unidos en la región más allá de los Apalaches.